# Emil Braun
August Emil Braun, född den 19 april 1809 i Gotha, död den 12 september 1856 i Rom, var en tysk arkeolog.
Braun följde 1833 Gerhard till Rom och var sedan dess anställd vid det arkeologiska institutet där, från 1835 som ständig sekreterare. 
Braun var en särdeles grundlig och idérik kännare av de antika konstverken. Han inlade även stor förtjänst om användning av galvanoplastiken för avgjutningar av skulptur. 
Braun skrev bland annat Die Kunstvorstellungen des geflügelten Dionysos (1839), Griechische Götterlehre (1850-54), Vorschule der Kunstmythologie (1854), Die Ruinen und Museen Roms (samma år) och utgav praktverket Antike Marmorwerke (2 dekader, 1843).